# Pocpo Collo
Pocpo Collo (auch: Pojpo Collo) ist eine Ortschaft im Departamento Cochabamba im südamerikanischen Anden-Staat Bolivien. 

## Lage im Nahraum
Pocpo Collo ist eine Ortschaft im Landkreis (bolivianisch: Municipio) Quillacollo in der gleichnamigen Provinz Quillacollo und liegt auf einer Höhe von 2585 m am Südrand der Kordillere von Cochabamba im Talkessel von Cochabamba. Seit der Volkszählung 2012 sind Teile von Pocpo Collo in die Stadt Quillacollo eingemeindet worden, woraus sich der starke Bevölkerungsrückgang der Ortschaft zwischen 2001 und 2012 erklärt.

## Geographie
Pocpo Collo liegt im Übergangsbereich zwischen der Anden-Gebirgskette der Cordillera Central und dem bolivianischen Tiefland.
Die mittlere Durchschnittstemperatur der Region beträgt etwa 18 °C (siehe Klimadiagramm Cochabamba) und schwankt nur unwesentlich zwischen 14 °C im Juni/Juli und 20 °C im Oktober/November. Der Jahresniederschlag beträgt nur rund 450 mm, bei einer ausgeprägten Trockenzeit von Mai bis September mit Monatsniederschlägen unter 10 mm, und einer Feuchtezeit von Dezember bis Februar mit 90 bis 120 mm Monatsniederschlag.

## Verkehrsnetz
Pocpo Collo liegt in einer Entfernung von 13 Straßenkilometern entfernt von Cochabamba, der Hauptstadt des Departamentos, und vier Kilometer nordöstlich von Quillacollo, dem Verwaltungssitz der Provinz.
Durch Cochabamba und Quillacollo führt die 1.657 Kilometer lange Fernstraße Ruta 4, die ganz im Westen an der chilenischen Grenze bei Tambo Quemado beginnt. Sie führt quer durch das ganze Land über Quillacollo, Cochabamba und Villa Tunari nach Santa Cruz und endet im südöstlichen Teil des Landes an der Grenze zu Brasilien bei der Stadt Puerto Quijarro.
Elf Kilometer westlich von Cochabamba, ein Kilometer westlich von Colcapirhua zweigt eine Landstraße von der Ruta 4 nach Norden ab in Richtung auf die Stadt El Paso und erreicht nach zwei Kilometern Pocpo Collo. 

## Bevölkerung
Die Einwohnerzahl der Ortschaft war in den 1990er Jahren deutlich angestiegen, durch die Eingemeindung von Teilen der Ortschaft nach Quillacollo beträgt die Einwohnerzahl der Restgemeinde heute nur noch einen Bruchteil des ursprünglichen Wertes:
| Jahr | Einwohner | Quelle       |
| ---- | --------- | ------------ |
| 1992 | 900       | Volkszählung |
| 2001 | 1470      | Volkszählung |
| 2012 | 186       | Volkszählung |

Die Region weist einen hohen Anteil an Quechua-Bevölkerung auf. Im Municipio Quillacollo sprechen – trotz der großstädtischen Überformung – immer noch 55,8 Prozent der Bevölkerung die Quechua-Sprache.